# (7224) Vesnina
(7224) Vesnina est un astéroïde de la ceinture principale.

## Description
(7224) Vesnina est un astéroïde de la ceinture principale. Il fut découvert le 15 octobre 1982 à Naoutchnyï par Lioudmila Jouravliova. Il présente une orbite caractérisée par un demi-grand axe de 2,77 UA, une excentricité de 0,13 et une inclinaison de 8,9° par rapport à l'écliptique.

## Compléments